# Khanato di Shirvan
Il Khanato di Shirvan (in persiano خانات شیروان‎  - Khānāt-e Shirvan) è stato un khanato fondato dalla dinastia degli Afsharidi esistito nell'attuale Azerbaigian nel 1748-1820.

## Storia
Nel 1742 la città di Shamakhi fu conquistata e distrutta da Nader Shah di Persia, il quale trasferì gli abitanti in una nuova città con lo stesso nome a circa 16 miglia a ovest (oggi Ağsu), ai piedi della catena maggiore del Caucaso. La "nuova" Shamakhi era una residenza del Khan di Shamakhi, Hajji Muhammed Ali Khan, che governò fino al 1765. Il più piccolo e antico khanato di Shamakhi continuò a esistere sotto i fratelli Muhammad Said khan (1748-1786) e Aghasi Khan fino a quando i due, uccidendo Hajji Muhammed Ali Kha, unirono due khanati. Dopo la fusione, la nuova Shamakha fu abbandonata e la città vecchia fu ricostruita nel 1786. Durante il 1768-1789 il khanato di Shirvan fu occupato dai più forti khanati di Quba e Shaki. Aghasi Khan venne accecato e Muhammad Said Khan fu imprigionato a Derbent. 
I figli di Aghasi Khan e Muhammad Said khan furono uccisi ed esiliati da Shirvan. Una volta morto Fatali Khan, ritornarono ripristinando il loro khanato. Askar Khan, Qasim Khan e Mostafa Khan governarono in seguito al declino delKhanato di Quba. Nel 1795 i russi conquistarono Shamakhi e Baku come parte della spedizione di Valerian Zubov nell'ambito della guerra russo-persiana del 1796. Tuttavia la campagna militare fu abbandonata e l'esercito fu richiamato dopo la morte di Caterina II di Russia.
Dopo il massacro di Ganja, Mostafa Khan chiese assistenza al governo centrale di Teheran, per impedire l'avanzata di Tsitsianov. Il governo rispose inviando un esercito sotto il generale Pir-Qoli Khan Qajar. Tuttavia, quando il generale raggiunse la pianura di Mughan, scoprì che Mostafa Khan aveva avviato i negoziati con i russi. Mostafa Khan sperava che i russi riconoscessero un khanato di Shirvan "allargato" ai confini dei territori degli Shirvanshah dell'era medievale. Sebbene Mostafa Khan fosse in difficoltà con la proposta di Tsitsianov, quest'ultimo minacciò che al rifiuto delle sue condizioni avrebbe sostituito Mostafa con suo fratello minore (che secondo quanto riferito ne era entusiasta). In ogni caso i russi invasero il khanato e il 6 gennaio 1806 Mostafa Khan fu costretto a piegarsi.
Mostafa Khan fu autorizzato ad amministrare il khanato col dovere di dare un tributo annuale in rubli d'oro ai russi. Inoltre, dovette inviare ostaggi a Tiflis (Tbilisi), che era stata recentemente annessa e trasformata nella "base" del vicereame russo del Caucaso. Infine dovette provvedere anche al vitto e all'alloggio per le guarnigioni russe. Dopo l'uccisione di Tsitsianov a Baku nel 1806, Mostafa Khan rinnegò la sua fedeltà ai russi e si sottopose nuovamente allo scià.
Le cose cambiarono quando Aleksej Ermolov entrò in carica come nuovo comandante in capo russo nel Caucaso, nel 1816. Fedele imperialista russo, Ermolov si era impegnato a portare l'intero Caucaso sotto il dominio russo. Voleva inoltre stabilire a tutti i costi il fiume Aras come confine tra Iran e Russia, ed era quindi determinato a conquistare gli ultimi khanati rimasti sotto il dominio iraniano: il khanato di Erivan e il Khanato del Nakhichevan. Quando Ismail, khan di Shaki, morì nel 1819 senza alcun erede, Ermolov annesse l'entità. Rendendosi conto di cosa sarebbe successo per se stesso, Mostafa Khan fuggì nell'Iran continentale nel 1820 con suo figlio; Ermolov non perse tempo per annettere il khanato di Shirvan.
Diversi anni dopo, in violazione del trattato di Golestan (1813), i russi invasero il khanato iraniano di Erivan. Ciò scatenò l'ultimo periodo di ostilità tra le due parti e la guerra russo-iraniana del 1826-1828. Il principe ereditario Abbas Mirza guidò un attacco su vasta scala nell'estate del 1826 per recuperare i territori iraniani che erano stati persi con il trattato del Golestan. La guerra iniziò bene per gli iraniani; che rapidamente ripresero Ganja, Shirvan e Shaki e attaccarono Tiflis. Il governo reintegrò quindi Mostafa a Shirvan. Tuttavia, solo pochi mesi dopo, la situazione venne completamente ribaltata con l'esercito iraniano che subì delle sconfitte decisive contro i russi militarmente superiori. Nel settembre 1826, Abbas Mirza fu sconfitto a Ganja da Ivan Paskevich, portando al ritiro dell'esercito sull'Aras. Mostafa Khan, accompagnato da un piccolo seguito, fuggì ancora una volta nell'Iran continentale.

## Khan
1. Hajji Muhammad Ali Khan (1748-1763)
2. Aghasi Khan e Muhammad Said khan (1763-1768)
3. Burattini di Quba Khanate (1768-1778)
4. Aghasi Khan (1778-1786)
5. Askar Khan (1786-1789)
6. Qasim Khan (1789-1796)
7. Mostafa Khan (? -1820)